# عکاسخانه مصورالچهره
عکاسخانه مصورالچهره یک مجموعه تلویزیونی محصول سال ۱۳۸۱ به کارگردانی حسن نانکلی، نویسندگی ابوالفضل آهنگچیان، حسن باستانی، علی پاکدست، فرهاد نقدعلی، محسن اسماعیلی و تهیه‌کنندگی سیدحسین مناجاتی می‌باشد که در نوروز ۱۳۸۲ از برنامه کودک و نوجوان شبکه دو پخش شد.

## بازیگران
- بهمن هراتی
- جواد خالصی
- حسن آقاخانی
- حمید گلی
- رضا کمال علوی
- سیامک اشعریون
- علی فروتن
- علیرضا صالحی
- فریبا ترکاشوند
- محمد مسلمی
- محمدرضا احمدی
- محمدرضا معجونی
- معصومه تقی‌پور
- ناصر احمدی‌فر
- سیاوش چراغی‌پور